# Stefano Locatelli
Stefano Locatelli (Bergamo, 26 febbraio 1989) è un ex ciclista su strada italiano, professionista dal 2012 al 2014.

## Carriera
Scalatore, originario di Berbenno, è plurivittorioso nel biennio tra gli Juniores (2006-2007); da Under-23 ottiene quindi undici vittorie, le prime due nel 2008, tre nel 2009, tra cui il Gran Premio Palio del Recioto, quattro nel 2010 e due nel 2011.
Nel 2012 passa professionista con la Colnago-CSF Inox, con cui in stagione prende parte al Giro d'Italia e al Giro di Lombardia, ritirandosi in entrambi i casi (nel primo caso non partendo alla 16ª tappa, da Limone sul Garda a Falzes). L'anno successivo, con la sua squadra diventata Bardiani CSF, porta a termine il Giro d'Italia 2013, concludendolo al 102º posto.
Nel 2014, dopo un'ultima stagione alla Bardiani, decide di interrompere la carriera agonistica, a 25 anni di età, a causa di problemi fisici.

## Palmarès
- 2006 (Juniores)

1ª tappa, 2ª semitappa Tre Giorni Orobica
Classifica generale Tre Giorni Orobica
- 2007 (Juniores)[3]

Trofeo Termoidraulica Bonfanti
Medaglia d'Oro Colleoni
Gran Premio Brembo Sky
1ª tappa, 2ª semitappa Tre Giorni Orobica (Foppolo, cronometro)
3ª tappa Tre Giorni Orobica (Fara Gera d'Adda > Valsecca)
Classifica generale Tre Giorni Orobica
Trofeo Trattoria Nigulì (cronometro)
Trofeo Bigio L'Oster (cronometro)
Trofeo Montecampione (cronometro)
Gran Premio Pian Camuno
Seriate-Vigolo
Memorial Davide Fardelli (cronometro)
- 2008 (U.C. Bergamasca 1902 De Nardi Colpack Under-23, due vittorie)

Ciriè-Pian della Mussa
Zanè-Monte Cengio
- 2009 (U.C. Bergamasca 1902 Colpack De Nardi Under-23, tre vittorie)

Gran Premio Palio del Recioto
Trofeo Pizzeria Rosalpina
Coppa ONT - Cronoscalata alla Roncola
- 2010 (De Nardi Colpack Bergamasca Under-23, quattro vittorie)

Trofeo Pizzeria Rosalpina
G.P. Industria Commercio Artigianato - Botticino Mattina
Coppa ONT - Cronoscalata alla Roncola
Bassano-Monte Grappa
- 2011 (Team Colpack Under-23, due vittorie)

Trofeo Velo Plus
2ª tappa Giro delle Valli Cuneesi nelle Alpi del Mare (Murello > Montoso)

## Piazzamenti

### Grandi Giri
- Giro d'Italia

2012: ritirato (16ª tappa)
2013: 102º

### Classiche monumento
- Giro di Lombardia

2012: ritirato
2014: ritirato